# Chiesa di San Gregorio (Monza)
La chiesa di San Gregorio (più propriamente oratorio di San Gregorio) è un edificio religioso della città di Monza, ultima testimonianza dell'omonimo e antico cimitero cittadino, in funzione fino al 1930. Sorge in un'area esterna al nucleo storico cittadino, rispetto al quale si colloca a sud-est, in un'ansa del fiume Lambro. L'edificio si trova oggi non distante dalla stazione di Monza (1840) ed in prossimità del vecchio stadio di via Davide Guarenti (1945-1946), sorto proprio su parte della vecchia area del camposanto.

## Storia

Ubicazione del vecchio Cimitero di San Gregorio rispetto al centro urbano.

La costruzione dell'oratorio, che ha pianta esagonale, ebbe inizio nel 1680 sul luogo di un antico cimitero per i morti della peste, chiamato volgarmente "foppone", grazie al generoso contributo di Carlo Francesco dei conti Durini, a quei tempi recenti feudatari di Monza, subentrati ai De Leyva nel 1650 per acquisto del feudo. Il suo disegno è attribuibile ad allievi del Richino. La costruzione, dopo alterne vicende, fu terminata nel XVIII secolo (la cupola fu realizzata nel 1748 ispirata a modelli del piemontese Bernardo Antonio Vittone). L'Oratorio architettonicamente presenta accostamenti di elementi barocchi e rococò.
L'edificio venne poi inglobato al centro dei portici con pianta ad "U" che delimitavano il vecchio cimitero cittadino di San Gregorio verso il fiume Lambro.
Alla costruzione della linea ferroviaria Milano-Monza (1840), dalla vecchia "via Milano" si diramava una stradina che portava direttamente all'ingresso del Cimitero. 
La strada fu soppressa con l'aumento del traffico ferroviario prima della fine del secolo per ovvi problemi di sicurezza, lasciando quale unico accesso al Cimitero la strada che arrivava da via Aliprandi e dal passaggio a livello di via Castello (oggi piazza Castello). 
In seguito alla soppressione dello storico cimitero, sostituito a partire dal 1930 da quello nuovo, realizzato in fondo a via Ugo Foscolo, la chiesetta venne preservata e liberata dall'abbraccio dei portici, ad esclusione della sezione antistante l'ingresso dell'oratorio, mantenuta in funzione di pronao. Col tempo tuttavia cadde in stato di semi-abbandono, venendo poi recuperato nel 1976, su progetto dell'architetto Amedeo Bellini e sotto la direzione degli architetti Giuliana e Albino Argenta, autori dei rilievi e dei disegni. Dal 2003 è stato dato in concessione d'uso alla Chiesa Ortodossa Romena "Tutti i Santi" appartenente al Patriarcato Ortodosso Romeno dove il parroco è padre Pompiliu Nacu. Tutt'oggi si svolge ogni mercoledì, venerdì e domenica la Santa Messa dove sono presenti tutte le volte più di 1000 credenti appartenenti alla comunità romena di Monza e Brianza.